# Соэ (гевог)

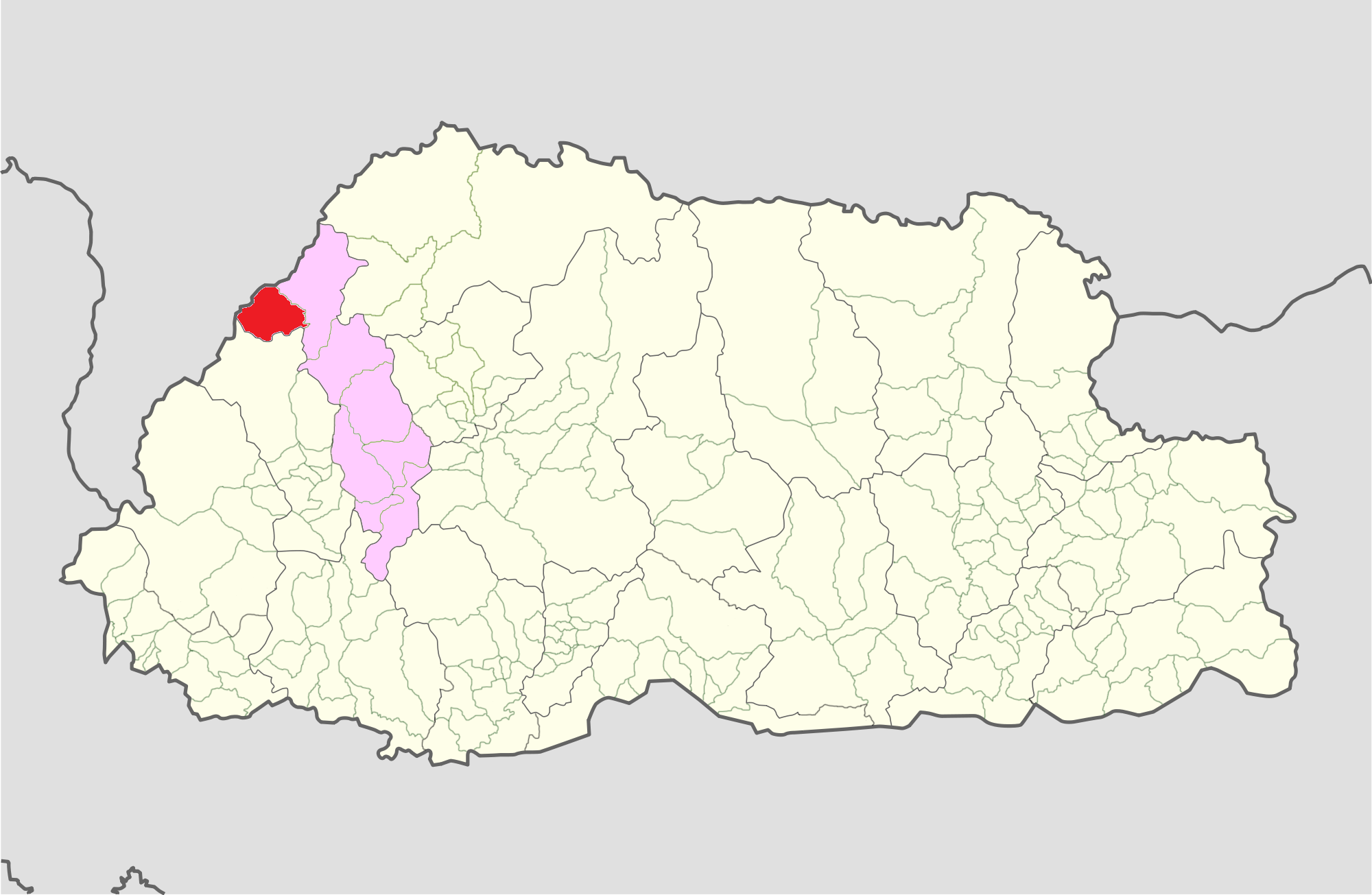
Гевог Соэ в составе дзонгхага Тхимпху на карте Бутана

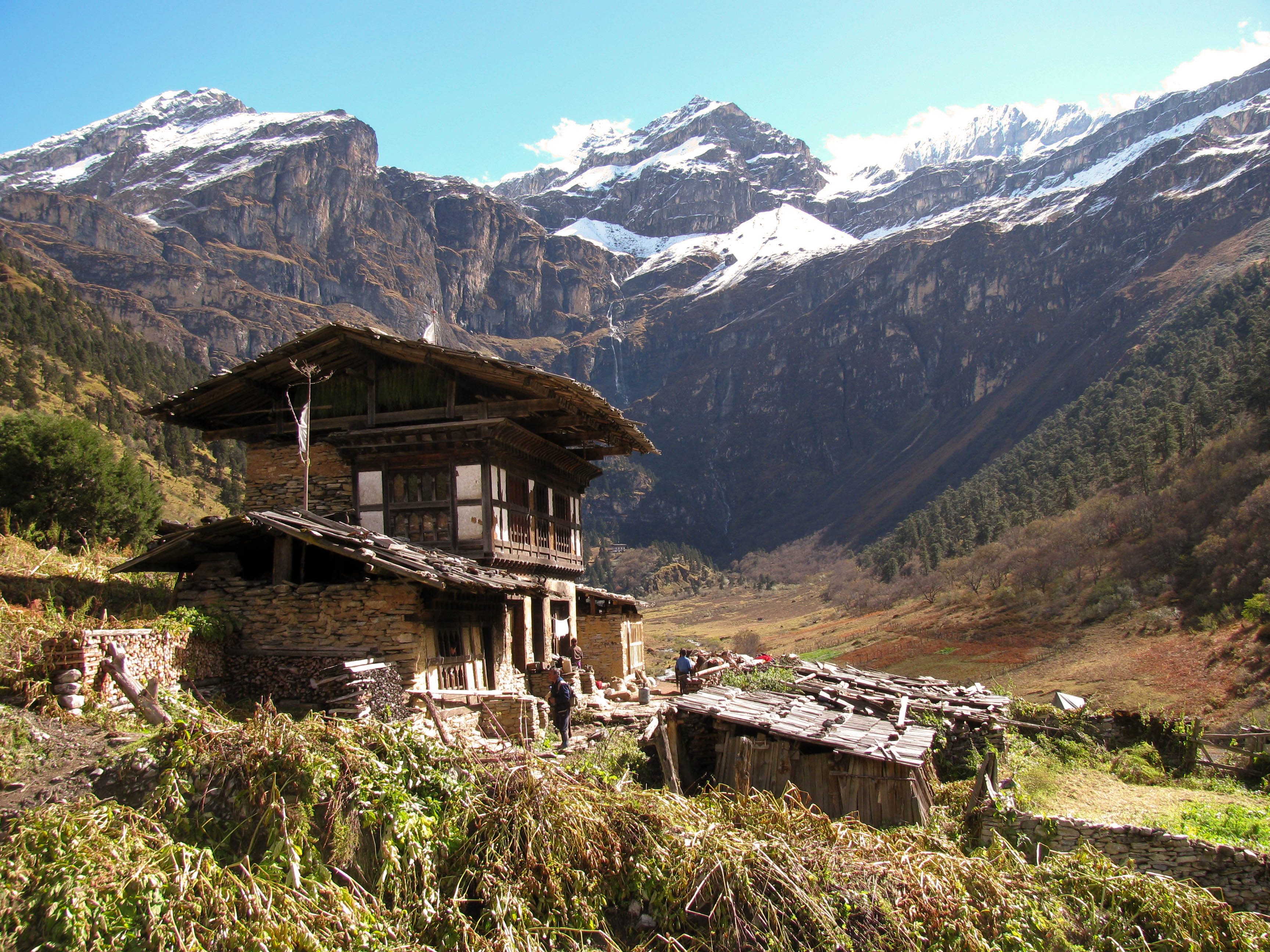
Дом в долине Якса, гевог Соэ

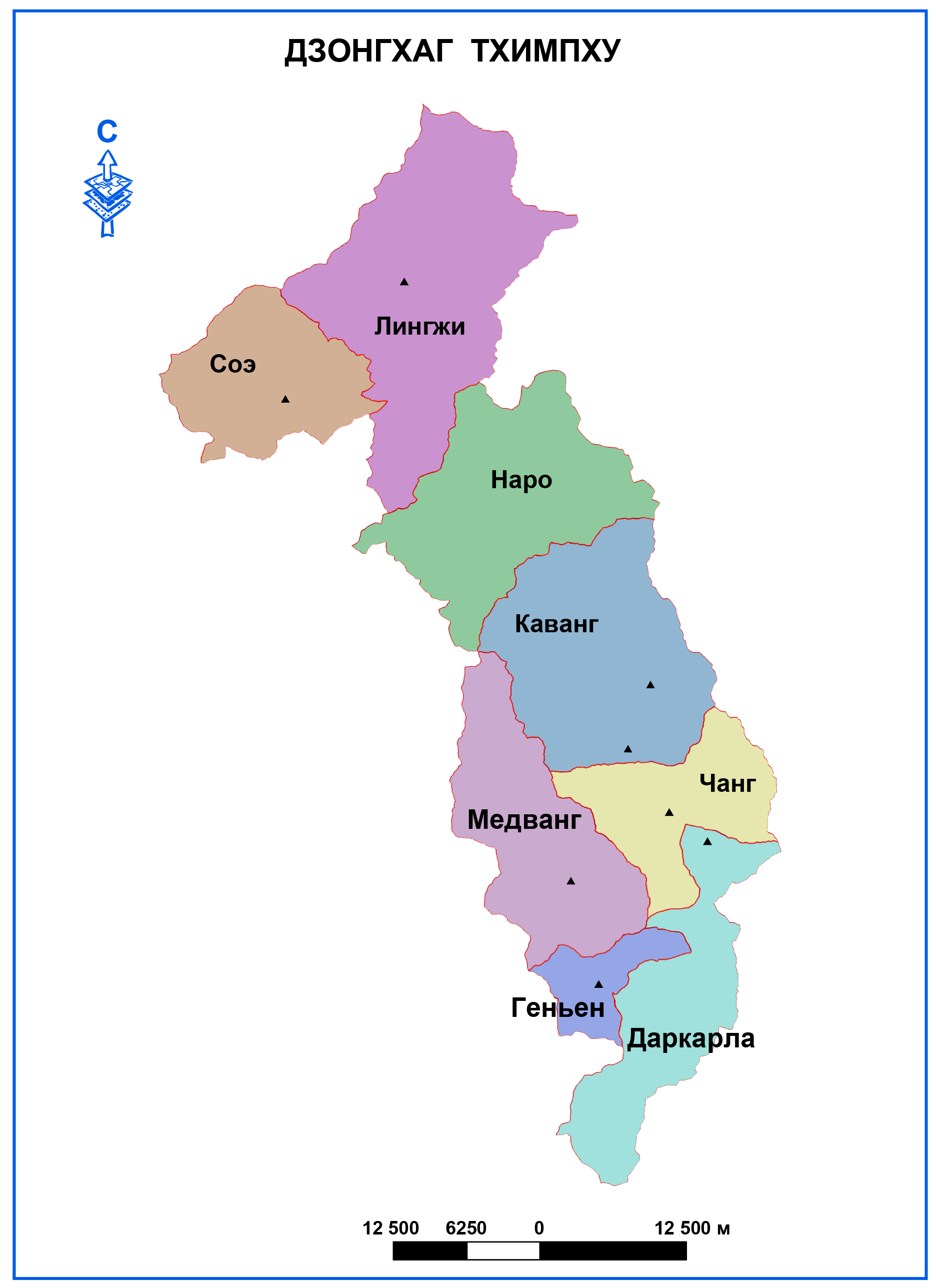
Гевоги дзонгхага Тхимпху

Соэ (англ. Soe) — гевог в дзонгхаге Тхимпху в Бутане. Вместе с гевогами Лингжи и Наро образует дунгхаг Лингжи.

## География
Площадь гевога составляет 172 кв.километров. Высота над уровнем моря — от 3 720 м до 7 326 м.
Гевог граничит на северо-востоке с гевогом Лингжи, на юге с дзонгхагом Паро, северо-западная граница гевога непосредственно является государственной границей Бутана с КНР.
Гевог является одним из самых труднодоступных гевогов дзонгхага.
Через гевог проходит туристский маршрут "Тропа Джомолхари". Гевог входит в "Национальный парк Джигме Дорджи".

## Экономика
Основным видом деятельности, средств к существованию и доходов является разведение яков, поэтому население переезжает с места на место.

## Население
В гевоге проживает 27 семей в восьми основных деревнях. Так как жизнь населения связана с разведением яков, то предоставление качественных услуг населению затруднено. По состоянию на 2001 год в гевоге отсутствует инфраструктуры образования, здравоохранения, нет электричества и телекоммуникаций. Дети школьного возраста учатся в школах других гевогов.